# Pravoslavna crkva sv. Nikole u Montevideu
Pravoslavna crkva sv. Nikole u Montevideu (špa. Iglesia Ortodoxa Griega San Nicolás) je crkva Grčke pravoslavne Crkve u Montevideu. Crkva se nalazi u četvrti (barrio) Prado u blizini gradskog parka.
Crkva je društveno i vjersko okupljalište grčke nacionalne manjine u Urugvaju. Dio je grčke pravoslavne eparhije Buenos Airesa i Južne Amerike sa sjedištem u Buenos Airesu.

## Vanjske poveznice
- Pravoslavna crkva sv. Nikole u Montevideu na Facebooku